# BDM (casa discografica)
La BDM è stata una casa discografica italiana, attiva negli anni sessanta.

## Storia
L'etichetta venne fondata a Bologna dal pianista Arturo Benedetti Michelangeli con due amici, Giuseppe Boccanegra e Nicola Filiberto di Matteo, con l'impegno da parte di Benedetti Michelangeli di registrare dieci album (impegno che venne disatteso dall'artista e fu tra le cause della chiusura dell'azienda).
Per quel che riguarda la musica leggera, la BDM partecipò a molte manifestazioni tra cui il Festival delle Rose 1967 con Allora decidi ora, interpretata da Piergiorgio Farina, e il Festival di Sanremo 1968 con Tu che non sorridi mai, sempre con Farina.
Tra gli altri cantanti sotto contratto con la BDM vi furono Nilla Pizzi e Graziella Caly.
Terminò le attività alla fine del decennio.

## Dischi
La datazione qui riportata si basa sull'etichetta del disco o sulla copertina; qualora nessuno di questi elementi abbia una datazione, è basata sulla numerazione del catalogo; talora è, infine, basata sul codice della matrice di stampa. Se esistenti, sono riportati, oltre all'anno, il mese e il giorno (quest'ultimo dato si trova, a volte, stampato sul vinile).

### 45 giri
| Numero di catalogo | Anno | Interprete         | Titoli                                          |
| ------------------ | ---- | ------------------ | ----------------------------------------------- |
| PA 45001           | 1966 | Nilla Pizzi        | Dopo di noi/Resta come sei                      |
| PA 45002           | 1966 | Piergiorgio Farina | Bluff/Non faccio miracoli                       |
| PA 45004           | 1967 | Nilla Pizzi        | Mi chiedo perché/Le cose che non diciamo mai    |
| PA 45007           | 1967 | Piergiorgio Farina | Basta così/Stardust                             |
| PA 45008           | 1967 | Piergiorgio Farina | L'amore è come il sole/L'erba verde di casa mia |
| PA 45009           | 1968 | Graziella Caly     | La ballata del cane fedele/Ti voglio bene       |
| PA 45010           | 1967 | Piergiorgio Farina | Allora decidi ora/Parla tu cuore mio            |
| PA 45012           | 1968 | Piergiorgio Farina | Tu che non sorridi mai/Amore baciami            |
| PA 45013           | 1968 | Maria Grazia Fei   | Quando tornerai tra noi/Perché non vuoi         |